# Дзикининки
Дзикининки – (яп. 食人鬼 – буквально, «гоблин, едящий людей») – в японском буддизме злой дух, поедающий трупы людей.
Если человек совершал при жизни тяжелый грех, то в наказание по закону кармы после смерти перерождался в дзикининки. Этот дух по ночам питается падалью, а днём может превращаться в человека. Дзикининки страдает и испытывает сильное чувство вины от того, что занимается людоедством. Он может быть освобождён от такого существования с помощью молитвы по-настоящему праведного монаха.
В одной из легенд рассказчик употребляет кроме «дзикининки» термин «ракшаса». Вероятно, дзикининки входит в двадцать шестой класс «голодных» духов, которые были описаны в древних буддистских книгах.

## Легенда о дзикининки
История о дзикининки описана в книге Лафкадио Хирна «Кайдан: история и очерки об удивительных явлениях» 1904 г.
Буддистский священник Мусо Кокуси путешествовал в одиночку по провинции Мино и заблудился. Он долго блуждал в поисках ночлега, пока не заметил хижину священника-отшельника на вершине холма. Хозяин хижины отказал Мусо в ночлеге, но указал путь к деревне. Мусо радушно приняли в доме у старосты, предложили пищу и комнату. Незадолго до полуночи старший сын старосты вошёл к Мусо и сообщил, что староста умер за несколько часов до прихода священника. По традиции, если в деревне умирает человек, то жители покидают её до утра, так как ночью в доме умершего происходят мистические вещи. Сын старосты предложил покинуть деревню вместе со всеми, но священник решил остаться с трупом и совершить заупокойную службу. Ночью в комнате покойного появилось огромное существо неопределённой формы. Священник обнаружил, что не может шевелиться и говорить.  Он видел, как существо съело мёртвое тело и подношения, а затем ушло.
Наутро хозяин дома и жители вернулись, и Мусо рассказал им о том, что видел ночью. Также он выразил удивление, что священник, живущий на холме, не исполняет погребальную службу для умерших. Хозяин дома ответил, что никакой хижины на холме нет и что священников в окрестностях не было уже много лет.
Утром, вместо того, чтобы продолжить свой путь, Мусо решил вновь посмотреть на хижину. Она стояла на месте. На этот раз хозяин хижины впустил Мусо и стал извиняться перед ним за то, что в своём истинном обличии поедал на его глазах труп. Он рассказал, что при жизни он был священником и отпевал умерших жителей деревни. Но он совершал службы в корыстных целях, ради еды и одежды, за что и переродился в дзикининки. Дзикининки попросил Мусо, чтобы тот своими молитвами освободил его от ужасного существования.
Похожая история, названная «Голубой колпак», встречается в книге Акинари Уэды «Луна в тумане» 1776 г. История рассказывает о добродетельном монахе Кайане, который приходит в деревню Томита. Недалеко от деревни стоит храм, настоятель которого превратился в демона. Он спускается по ночам в деревню, пугает жителей или разрывает могилы и поедает трупы. В прошлом настоятель был праведником, но затем отвернулся от веры и поддался похоти. Кайан вернул покой в деревню, превратив демона-настоятеля обратно в человека.